# Pawel Dmitrijewitsch Solomirski

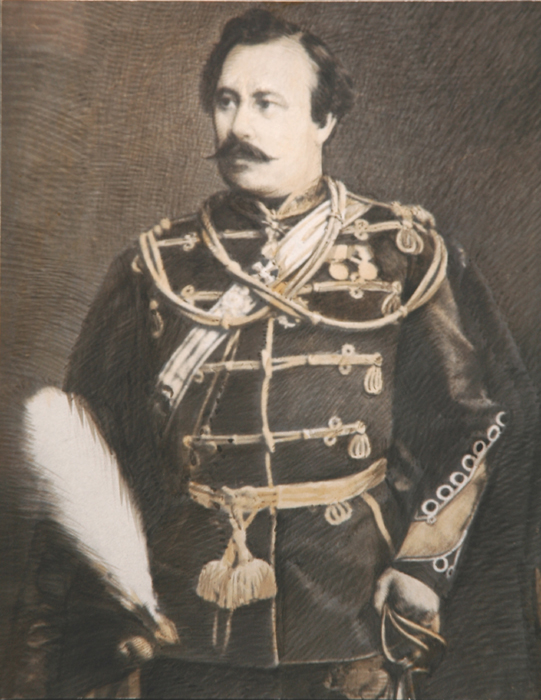
Pawel Dmitrijewitsch Solomirski

Pawel Dmitrijewitsch Solomirski, geboren Koltowski, (russisch Павел Дмитриевич Соломирский, Geburtsname Колтовский; * 6. Oktoberjul. / 17. Oktober 1798greg.; † 2. Märzjul. / 14. März 1870greg.) war ein russischer Unternehmer.

## Leben
Pawel Koltowski und sein Bruder Wladimir waren die unehelichen Söhne des Diplomaten Dmitri Pawlowitsch Tatischtschew und der Frau Natalja Alexejewna Koltowska, älteste Tochter des Oligarchen Alexei Fjodorowitsch Turtschaninow. Nachdem Natalja Koltowskas enge Verbindung mit Paul I. bekannt geworden war, wurde Paul I. als Vater Pawel Koltowskis vermutet, zumal eine Ähnlichkeit gesehen wurde. Da damals uneheliche Kinder nicht den Familiennamen ihres Vaters tragen durften, erhielten die beiden Brüder den Namen Solomirski nach den vermuteten polnischen fürstlichen Vorfahren der Familie Tatischtschew.
Pawel Solomirski wuchs bei seiner Mutter auf, die ihn auch unterrichtete. Er absolvierte die Offiziersausbildung und diente dann als Oberst (6. Rangklasse) des Kaiserlichen Husaren-Leibgarderegiments. Im Sommer 1829 wurde er wegen Teilnahme an der geheimen Hochzeit des Grafen P. K. Fersen mit dem Mädchen Olga Stroganowa zum Alexander-Husarenregiment versetzt. Er nahm am Russisch-Türkischen Krieg (1828–1829) teil. Bei der Niederschlagung des polnischen Novemberaufstands (1830/1831) zertrümmerte eine Kugel sein Kinn.
Im April 1833 wurde Solomirski wieder Oberst des Kaiserlichen Husaren-Leibgarderegiments. Unter ihm diente Michail Lermontow. 1835 wurde Solomirski beurlaubt. Er heiratete 1835 die Hofdame Jekaterina Alexandrowna Bulgakowa (1811–1880), älteste Tochter des Moskauer Postdirektors Alexander Bulgakow und Nichte des St. Petersburger Postdirektors Konstantin Bulgakow, mit der er neun Kinder bekam. Er lebte mit seiner Familie zunächst in Zarskoje Selo. Im Dezember 1839 wechselte er als Staatsrat (5. Rangklasse) in den Zivildienst. 1841–1846 gehörte er zum Apanage-Departement mit Aufstieg zum Kammerherrn (4. Rangklasse). 1850–1853 war er Ehreninspektor der Schule des Ujesd Jekaterinburg. 1855 schied er auf eigenen Wunsch aus dem Dienst im Rang eines Generalmajors (4. Rangklasse).
Solomirski hatte sich mit seiner Familie aufgrund seiner unzureichenden Vermögensverhältnisse (1837 war er mit 1,4 Millionen Rubel verschuldet) im Ural niedergelassen. Er übernahm die Geschäftsführung der Kupferhütte Polewskoi und die Unternehmen in der Bergwerksregion Syssert, die er von seiner Mutter geerbt hatte und sehr gewinnbringend waren. Unter seiner Führung wurden die vorhandenen Anlagen modernisiert und erweitert, und neue Anlagen wurden eröffnet. 1847 wurde in der Eisenhütte in Syssert ein neuer Hochofen angeblasen und danach eine weitere Eisenhütte gebaut. 1854 begann die Eisenhütte in Iljinski (Region Perm) ihre Arbeit. 1859 wurde in Polewskoi der Hochofen in der Sewerski-Hütte angeblasen, die 1734 Wassili Nikititsch Tatischtschew gegründet hatte und jetzt ein Industriedenkmal unter dem Schutz der UNESCO ist. Durch Solomirskis sorgfältiges Wirtschaften wuchs das Familienvermögen beträchtlich.
Solomirski wurde in der Familiengruft in der Simeon-Anna-Kirche der Syssert-Eisenhütte beigesetzt. Die Eisenhütte ging in den Ruin aufgrund zu hoher Schulden und fehlender Mittel infolge der Bauernbefreiung. Solomirskis Bruder Wladimir interessierte sich nicht für Industrieunternehmungen und verwaltete seinen Landbesitz im Gouvernement Wladimir. In seinen letzten Jahren lebte er in Zarskoje Selo. 1879 übernahm Solomirskis ältester Sohn Dmitri die Geschäftsführung der Familienunternehmen, nachdem er sich gegen seinen Onkel Wladimir die alleinige Verfügungsgewalt erstritten hatte. Die älteste Tochter Olga (1837–1888) hatte den Altphilologen Johann Christian Kroneberg geheiratet. Die Mutter Jekaterina Alexandrowna starb 1880 in Nischni Tagil-Sawod an Typhus.

## Ehrungen
- Orden des Heiligen Wladimir
- Russischer Orden der Heiligen Anna